# Francisco Elías Vallejo
Francisco Elías Vallejo (Soto en Cameros, 4 de octubre de 1782 - Madrid, 22 de septiembre de 1858) fue un escultor español de transición entre el neoclasicismo y el romanticismo. De formación Académica, la mayor parte de su obra se encuadra en el clasicismo del círculo cortesano.

## Biografía
Nacido en el seno de una humilde familia, ingresó en la Real Academia de Bellas Artes de San Fernando en 1802. Paralelamente, recibió formación práctica junto al escultor Juan Adán. El 19 de agosto de 1816, unos meses después del fallecimiento de Adán, Fernando VII lo promovió al empleo de ayudante del primer escultor de cámara con sueldo de seis mil reales. Por esa época contrajo matrimonio con Juliana Burgos Montalvo, con la que tuvo tres hijos, llamados Francisco —que sería escultor como él—, Elvira y Encarnación.
Toda su actividad artística estuvo ligada fundamentalmente a dos ámbitos: la Real Academia, de la que fue director de escultura en 1830 y director general en 1841 y 1850; y a su trabajo como Primer Escultor de Cámara, título que finalmente obtuvo en 1836, sucediendo a Valeriano Salvatierra. 
Además de las obras realizadas en estas instituciones ilustradas, que lo enmarcan en un estilo clasicista, Elías Vallejo participó también en el primer desarrollo de la escultura pública, de tema heroico e historicista. Son las obras de esta temática, realizadas en material efímero, las que le sitúan como artista de transición entre el neoclasicismo y el romanticismo.
Al tiempo que realiza su labor como docente y escultor, ejecuta trabajos de restauración, o mejora de los ya existentes, en varios monumentos.
Falleció en Madrid el 22 de septiembre de 1858, en su domicilio de la calle Fúcar.

## Obras

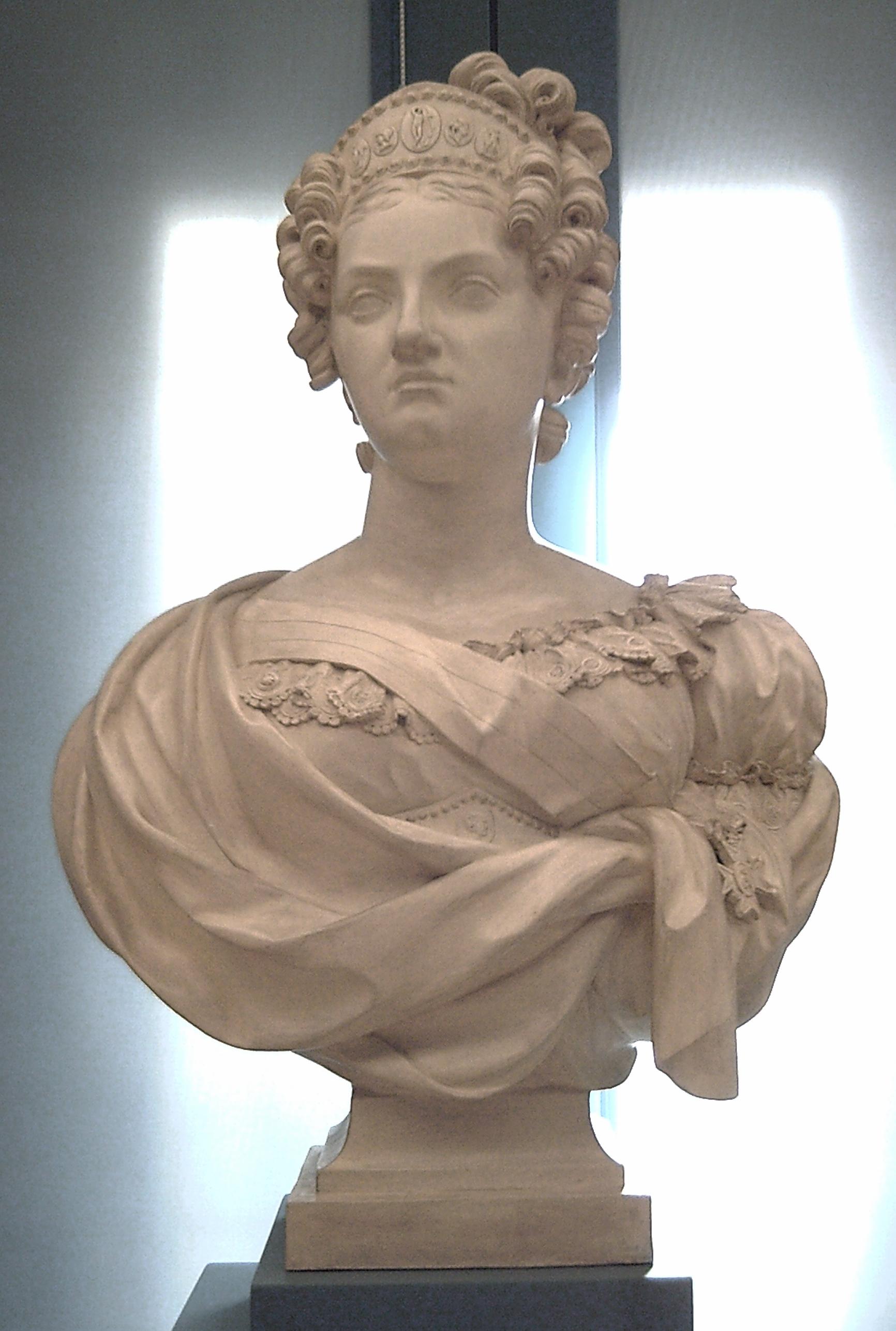
Retrato de María Josefa de Sajonia (1810) por Francisco Elías. Real Academia de Bellas Artes de San Fernando

- Retrato de Isabel II con la princesa de Asturias en brazos.
- Retrato de Fernando VII. Yeso. 1810.
- Retrato de María Josefa Amalia de Sajonia. Yeso. 1810.
- Imagen de la Virgen del Socorro. 1825 (Oratorio del Caballero de Gracia, Madrid).
- Alegoría de la Constancia en el Monumento a los Héroes del Dos de Mayo, en la plaza de la Lealtad de Madrid (1843). Obra realizada junto al escultor José Tomás.
- Decoración del pedestal del Monumento a Felipe IV, en la Plaza de Oriente (1844). Obra realizada junto al escultor José Tomás.
- Retrato de Daoiz y Velarde. Bronce. 1846-1850.
- Retrato de Agustín de Argüelles. 1850 (una de las copias se encuentra en el Congreso de los Diputados).
- Retrato de Jovellanos. 1850.

Obras de restauración: 
- Restauración de la Fuente de Neptuno, en el Paseo del Prado de Madrid (1825-1830).
- Restauración de la Fuente de las Cadenas, en Aranjuez (h. 1836).